# فریبا متخصص
فریبا متخصص (زادهٔ ۱ مرداد ۱۳۴۰) بازیگر تئاتر، سینما و تلویزیون اهل ایران است. وی در رادیو نیز به عنوان گوینده نمایش‌های رادیویی و دوبلور فعالیت می‌کند.

## زندگی‌نامه
فریبا متخصص در ۱ مردادماه سال ۱۳۴۰ در بروجرد متولد شد. وی ۵ خواهر و برادر و یک پسر به نام پوریا پوربهرامی دارد. وی کار هنری خود را از سال ۱۳۶۰ با تئاتر آغاز کرد. او فعالیت خود را در تلویزیون و رادیو به‌ترتیب از سال‌های ۱۳۶۲ و ۱۳۶۸ آغاز کرد و در سال ۱۳۷۰ به عرصه سینما راه یافت.

## فیلم‌شناسی

### سینمایی
| سال  | نام فیلم             | کارگردان                   |
| ---- | -------------------- | -------------------------- |
| ۱۳۶۳ | شب مکافات            | فرامرز باصری               |
| ۱۳۶۳ | شنگول و منگول        |                            |
| ۱۳۶۸ | خواب زمستانی         |                            |
| ۱۳۷۴ | ماه پیشونی           | علی اکبر کوهکی، جواد ارشاد |
| ۱۳۷۴ | روزی که خواستگار آمد | فریال بهزاد                |
| ۱۳۷۷ | سیب سرخ حوا          | سعید اسدی                  |
| ۱۳۸۳ | مکس                  | سامان مقدم                 |
| ۱۳۸۵ | عروسی مامان          |                            |
| ۱۳۸۷ | از ما بهتران         |                            |
| ۱۳۸۷ | آشیانه‌ای برای زندگی  | حمید طالقانی               |
| ۱۳۹۳ | ایران برگر           | مسعود جعفری جوزانی         |
| ۱۳۹۵ | پشت دیوار سکوت       | مسعود جعفری جوزانی         |
| ۱۳۹۵ | عشقولانس             | محسن ماهینی                |
| ۱۳۹۵ | آبا جان              | هاتف علیمردانی             |
| ۱۳۹۵ | زیر سقف دودی         | پوران درخشنده              |
| ۱۳۹۸ | ناک اوت              | فرناز امینی                |
| ۱۳۹۹ | برای مرجان           | حمید زرگرنژاد              |
| ۱۳۹۹ | بی پی ام بند         | فرناز امینی                |
| ۱۴۰۲ | بهشت تبهکاران        | مسعود جعفری جوزانی         |

### مجموعه‌های تلویزیونی
| سال  | نام مجموعه                     | کارگردان               | شبکه پخش |
| ---- | ------------------------------ | ---------------------- | -------- |
| ۱۳۶۳ | طالب                           | عبدالرضا اکبری         | شبکه یک  |
| ۱۳۶۴ | اندر لطائف روزگار              | منصور کوشان            |          |
| ۱۳۶۷ | گالش‌های مادربزرگ               | بهمن زرین‌پور           | شبکه یک  |
| ۱۳۷۰ | وزیرمختار                      | سعید نیک‌پور            | شبکه یک  |
| ۱۳۷۰ | قابیل                          | حمید تمجیدی            |          |
| ۱۳۷۱ | مزد ترس                        | حمید تمجیدی            | شبکه دو  |
| ۱۳۷۱ | بیا تا گل برافشانیم            | خسرو ملکان             |          |
| ۱۳۷۲ | نوروز ۷۲                       | داریوش کاردان          | شبکه یک  |
| ۱۳۷۲ | همسایه‌ها                       | حسن فتحی               | شبکه یک  |
| ۱۳۷۲ | باغ گیلاس                      | مجید بهشتی             | شبکه یک  |
| ۱۳۷۲ | ملکه‌های فرانسه (تله‌تئاتر)      | حسن فتحی               | دو       |
| ۱۳۷۳ | نیمه پنهان ماه                 | مجید جعفری             | شبکه یک  |
| ۱۳۷۳ | آوای فاخته                     | بهمن زرین‌پور           | شبکه یک  |
| ۱۳۷۳ | علاءالدین                      | حسین فردرو             | شبکه یک  |
| ۱۳۷۴ | جای خالی دریا                  | هوشنگ توکلی            |          |
| ۱۳۷۵ | ببخشید                         | رضا کرم رضایی          |          |
| ۱۳۷۵ | خسیس دهکده روگافورد (تله‌تئاتر) | کورش نریمانی           | شبکه دو  |
| ۱۳۷۶ | در پی فاخته                    | مسعود آب پرور          |          |
| ۱۳۷۶ | دلهای شاد                      | حمید قدکچیان           | شبکه دو  |
| ۱۳۷۶ | جان گابریل بورکمن (تله‌تئاتر)   | حسن فتحی               | شبکه دو  |
| ۱۳۷۶ | قطار ارواح (تله‌تئاتر)          | رضا کرم‌رضایی           | دو       |
| ۱۳۷۷ | تولدی دیگر                     | داریوش فرهنگ           | شبکه پنج |
| ۱۳۷۷ | چشم‌به‌راه                       | اصغر فرهادی            | شبکه پنج |
| ۱۳۷۷ | همهٔ پسران من (تله‌تئاتر)        | محمد رحمانیان          | چهار     |
| ۱۳۷۸ | زمان شوریدگی                   | محمدعلی نجفی           | یک       |
| ۱۳۷۸ | تلفن مشترک                     | خسرو ملکان             | شبکه یک  |
| ۱۳۷۹ | خواستگاری پرماجرا              | محمد بنایی             | دو       |
| ۱۳۷۹ | همسفر                          | قاسم جعفری             | سه       |
| ۱۳۸۰ | شب آفتابی                      | قاسم جعفری             | سه       |
| ۱۳۸۲ | در چشم باد                     | مسعود جعفری جوزانی     | شبکه یک  |
| ۱۳۸۳ | بوی غریب پاییز                 | مجتبی یاسینی           | شبکه دو  |
| ۱۳۸۴ | پایان نمایش                    | بهمن زرین‌پور           | شبکه یک  |
| ۱۳۸۵ | به دنیا بگویید بایستد          | محمدرضا آهنج           | شبکه پنج |
| ۱۳۸۵ | سلام                           | محمدرضا فرزین          | شبکه پنج |
| ۱۳۸۶ | سایه تنهایی                    | بیژن شکرریز            | شبکه یک  |
| ۱۳۸۸ | به کجا چنین شتابان             | ابوالقاسم طالبی        | شبکه پنج |
| ۱۳۸۹ | ملکوت                          | محمدرضا آهنج           | شبکه دو  |
| ۱۳۹۱ | زمانه                          | حسن فتحی               | شبکه سه  |
| ۱۳۹۱ | عملیات ۱۲۵ (سری سوم)           | مسعود آب پرور          | شبکه پنج |
| ۱۳۹۲ | ستاره حیات                     | جواد ارشاد             | شبکه سه  |
| ۱۳۹۳ | کیفر                           | حسین تبریزی            | شبکه دو  |
| ۱۳۹۵ | قرعه                           | برزو نیک‌نژاد           | شبکه سه  |
| ۱۳۹۷ | رهایم نکن                      | محمد مهدی عسگرپور      | شبکه سه  |
| ۱۳۹۸ | ملکاوان                        | احمد معظمی             | آی فیلم  |
| ۱۳۹۹ | شرم                            | احمد کاوری             | شبکه سه  |
| ۱۴۰۰ | روزهای آبی                     | محمدرضا حاجی غلامی     | شبکه پنج |
| ۱۴۰۰ | فرشتگان بی‌بال                  | امیرحسین عنایتی        | شبکه پنج |
| ۱۴۰۰ | مستند ابوطاها                  | سید ابوالفضل سنگ سفیدی | شبکه سه  |
| ۱۴۰۰ | افرا                           | بهرنگ توفیقی           | شبکه یک  |
| ۱۴۰۰ | موج اول                        | سید امیرسجاد حسینی     | شبکه سه  |
| ۱۴۰۰ | برف بیصدا می‌بارد               | پوریا آذربایجانی       | شبکه سه  |
| ۱۴۰۱ | آتش سرد                        | رضا ابوفاضلی           | شبکه دو  |
| ۱۴۰۱ | گیلدخت                         | مجید اسماعیلی          | شبکه یک  |
| ۱۴۰۲ | بازپرس                         | احمد معظمی             | شبکه یک  |
| ۱۴۰۲ | محرمانه                        | محمود معظمی            | شبکه سه  |
| ۱۴۰۳ | طوبی                           | سعید سلطانی            | شبکه یک  |

### شبکه خانگی
| سال  | نام مجموعه   | کارگردان       |
| ---- | ------------ | -------------- |
| ۱۳۹۴ | شهرزاد ۱     | حسن فتحی       |
| ۱۳۹۶ | شهرزاد ۲     | حسن فتحی       |
| ۱۳۹۶ | شهرزاد ۳     | حسن فتحی       |
| ۱۴۰۲ | دفتر یادداشت | کیارش اسدی‌زاده |

## داوری
1. بیست‌ودومین جشنواره ملی تئاتر فتح خرمشهر[۵]
2. بیستمین جشنواره سراسری تئاتر پسامهر[۶]
3. جشنواره راویان حماسه[۷]

## جوایز
- برنده سیمرغ بلورین بهترین بازیگر زن تئاتر ایران در سی و چهارمین جشنواره تئاتر فجر
- بهترین بازیگر زن سی و چهارمین جشنواره بین‌المللی تئاتر فجر (۱۳۹۵)